# Rudolf Liebold
Rudolf Karl Liebold (* 15. Februar 1903 in Zeulenroda; † 26. Februar 1990 in Freiberg) war ein deutscher Maschinenbauingenieur und Hochschullehrer.

## Leben
Rudolf Liebold legte 1922 an der Oberrealschule in Greiz das Abitur ab. Er arbeitete zunächst in einer Maschinenfabrik und studierte dann Maschinenbau an der TH Dresden. Im Jahr 1929 erwarb er das Diplom, ein Jahr später wurde er zum Dr.-Ing. promoviert. Anschließend war er ein halbes Jahr lang als Hauslehrer tätig, danach wirkte er in Berlin bei der Elektrizitätsgesellschaft Sanitas, wo er zuletzt die Technische Abteilung leitete. 1937 wechselte er zu den Siemens-Schuckertwerken, dort arbeitete er als Entwicklungsingenieur und Leiter des Labors für Mechanische Schwingungstechnik. Kurz vor dem Ende des Zweiten Weltkrieges wurde er zum Volkssturm eingezogen.
Nach Kriegsende leitete Liebold für ein paar Monate die Abteilung für den Wiederaufbau der Schulen in Berlin-Mitte. Von September 1945 bis 1946 unterrichtete er Mathematik, Physik, Mechanik und Schwingungslehre an einer Berliner Fachschule. Ab 1947 wirkte er an der Firma Elektro-Feinbau in Teltow als Leiter des Konstruktionsbüros der Entwicklungsabteilung sowie als Leiter des Labors für Elektrotechnik und Mechanik.
Im April 1949 wurde Rudolf Liebold von der Bergakademie Freiberg zum Professor für Physik und zum Institutsleiter berufen. Im Jahr 1956 wurde sein Institut geteilt, er leitete fortan das I. Physikalische Institut. Im September 1968 wurde er emeritiert. Er starb 1990 in Freiberg. Sein Grab befindet sich auf dem Donatsfriedhof.

## Veröffentlichungen (Auswahl)
- Das Potentialfeld eines Drehstromkabels. Dissertation, TH Dresden, 1931
- Technische Schwingungslehre. Lehrbriefreihe, Bergakademie Freiberg, 1955–1957